# Liste der Einheiten der Fletcher-Klasse
Dies ist eine Übersicht über alle Zerstörer der Fletcher-Klasse sowie deren Dienstzeit, Umbauten und Schicksale.
| Einheit                          | Bauwerft              | In Dienst          | Umbau                         | Außer Dienst       | Verbleib/Schicksal                                                                                   |
| -------------------------------- | --------------------- | ------------------ | ----------------------------- | ------------------ | --- |
| Fletcher (DD-445)                | Federal Kearny        | 30. Juni 1942      | U-Jagdumbau 1948/49           | 1. August 1969     | Februar 1972 verschrottet                                                                            |
| Radford (DD-446)                 | Federal Kearny        | 22. Juli 1942      | U-Jagdumbau 1948/49, FRAM II  | 10. November 1969  | Oktober 1970 verschrottet                                                                            |
| Jenkins (DD-447)                 | Federal Kearny        | 31. Juli 1942      | U-Jagdumbau 1948/49, FRAM II  | 1969               | Februar 1971 verschrottet                                                                            |
| La Vallette (DD-448)             | Federal Kearny        | 12. August 1942    |                               | 16. April 1946     | 1974 an Peru als Teilespender verkauft                                                               |
| Nicholas (DD-449)                | Bath Iron Works       | 4. Juni 1942       | U-Jagdumbau 1948/49, FRAM II  | 30. Januar 1970    | Oktober 1970 verschrottet                                                                            |
| O’Bannon (DD-450)                | Bath                  | 26. Juni 1942      | U-Jagdumbau 1948/49           | 30. Januar 1970    | Juni 1970 verschrottet                                                                               |
| Chevalier (DD-451)               | Bath                  | 20. Juli 1942      |                               |                    | am 6. Oktober 1943 vor Vella Lavella gesunken                                                        |
| USS Percival (DD-452)            | Bath                  | nie                | alternativer Antrieb          |                    | Bauauftrag am 7. Juli 1946 storniert                                                                 |
| Saufley (DD-465)                 | Federal Kearny        | 9. August 1942     | U-Jagdumbau 1948/49           | 29. Januar 1965    | am 20. Februar 1968 vor Key West als Zielschiff versenkt                                             |
| Waller (DD-466)                  | Federal Kearny        | 1. Oktober 1942    | U-Jagdumbau 1948/49           | 15. Juli 1969      | am 17. Juni 1970 vor Rhode Island als Zielschiff versenkt                                            |
| Strong (DD-467)                  | Bath                  | 7. August 1942     |                               |                    | am 7. Juli 1943 vor New Georgia gesunken                                                             |
| Taylor (DD-468)                  | Bath                  | 28. August 1942    | U-Jagdumbau 1948/49           | 3. Juni 1969       | 1969 als Lanciere an Italien verkauft, 1971 ausgeschlachtet                                          |
| De Haven (DD-469)                | Bath                  | 20. September 1942 |                               |                    | am 1. Februar 1943 vor Savo Island gesunken                                                          |
| Bache (DD-470)                   | Bethlehem, St. I.     | 24. November 1942  | U-Jagdumbau 1948/49           | 1. März 1968       | im Februar 1968 verschrottet                                                                         |
| USS Beale (DD-471)               | Bethelehem, St. I.    | 23. Dezember 1942  | U-Jagdumbau 1948/49           | 30. September 1968 | am 24. Juni 1969 vor Virginia versenkt                                                               |
| Guest (DD-472)                   | Boston Navy Yard      | 15. Dezember 1942  |                               | 4. Juni 1946       | 1959 als Para an Brasilien verkauft, 1979 verschrottet                                               |
| Bennett (DD-473)                 | Boston Navy Yard      | 9. Februar 1943    |                               | 18. April 1946     | 1959 als Paraiba an Brasilien verkauft, 1978 verschrottet                                            |
| USS Fullam (DD-474)              | Boston Navy Yard      | 2. März 1943       |                               | 15. Januar 1947    | am 7. Juli 1962 vor Virginia versenkt                                                                |
| Hudson (DD-475)                  | Boston Navy Yard      | 13. April 1943     |                               | 31. Mai 1946       | im November 1973 verschrottet                                                                        |
| Hutchins (DD-476)                | Boston Navy Yard      | 17. November 1942  | Aufklärungsflugzeug           |                    | am 27. April 1945 vor Okinawa schwer beschädigt, 1948 verschrottet                                   |
| Pringle (DD-477)                 | Charleston Navy Yard  | 15. September 1942 | Aufklärungsflugzeug           |                    | am 16. April 1945 vor Okinawa gesunken                                                               |
| Stanly (DD-478)                  | Charleston Navy Yard  | 15. Oktober 1942   | Aufklärungsflugzeug           | 15. Januar 1947    | im Dezember 1971 verschrottet                                                                        |
| Stevens (DD-479)                 | Charleston Navy Yard  | 1. Februar 1943    | Aufklärungsflugzeug           | 28. September 1946 | im November 1973 verschrottet                                                                        |
| Halford (DD-480)                 | Puget Sound Navy Yard | 10. April 1943     | Aufklärungsflugzeug           | 15. Mai 1946       | im April 1970 verschrottet                                                                           |
| Leutze (DD-481)                  | Puget Sound           | 4. März 1944       | Aufklärungsflugzeug (geplant) | 6. Dezember 1945   | am 4. Juni 1945 vor Okinawa von Kamikazeflieger schwer beschädigt, 1947 verschrottet                 |
| USS Watson (DD-482)              | Federal Kearny        | nie                | alternativer Dieselantrieb    |                    | Bauauftrag am 7. Januar 1946 storniert                                                               |
| USS Philip (DD-498)              | Federal Kearny        | 21. November 1942  | U-Jagdumbau 1948/49           | 30. September 1968 | 1972 auf dem Weg zur Verschrottung im Sturm gesunken                                                 |
| USS Renshaw (DD-499)             | Federal Kearny        | 5. Februar 1943    | U-Jagdumbau 1948/49           | 14. Februar 1970   | im Oktober 1970 verschrottet                                                                         |
| Ringgold (DD-500)                | Federal Kearny        | 30. Dezember 1942  |                               | 23. März 1946      | 1959 an Deutschland als Zerstörer 2, 1981 als Kimon an Griechenland, 1993 verschrottet               |
| USS Schroeder (DD-501)           | Federal Kearny        | 1. Januar 1943     |                               | 29. April 1946     | im Januar 1974 verschrottet                                                                          |
| USS Sigsbee (DD-502)             | Federal Kearny        | 23. Januar 1943    |                               | 13. April 1946     | im Juli 1975 verschrottet                                                                            |
| USS Conway (DD-507)              | Bath                  | 9. Oktober 1942    | U-Jagdumbau 1948/49           | 1. September 1969  | am 26. Juni 1970 versenkt                                                                            |
| USS Cony (DD-508)                | Bath                  | 30. Oktober 1942   | U-Jagdumbau 1948/49           | 1. September 1969  | am 20. März 1970 vor Puerto Rico versenkt                                                            |
| Converse (DD-509)                | Bath                  | 20. November 1942  |                               | 23. April 1946     | 1959 als Almirante Valdes an Spanien verkauft, 1986 ausgemustert, 1988 verschrottet                  |
| USS Eaton (DD-510)               | Bath                  | 4. Dezember 1942   | U-Jagdumbau 1948/49           | 1. September 1969  | am 27. März 1970 vor Florida versenkt                                                                |
| Foote (DD-511)                   | Bath                  | 22. Dezember 1942  |                               | 18. April 1946     | im Januar 1970 verschrottet                                                                          |
| Spence (DD-512)                  | Bath                  | 8. Januar 1943     |                               |                    | am 18. Dezember 1944 in einem Taifun gekentert und gesunken                                          |
| USS Terry (DD-513)               | Bath                  | 27. Januar 1943    |                               | 13. August 1946    | 1974 an Peru zur Ausschlachtung verkauft                                                             |
| Thatcher (DD-514)                | Bath                  | 10. Februar 1943   |                               |                    | am 19. Juli 1945 vor Okinawa von Kamikazeflieger schwer beschädigt, 1948 verschrottet                |
| USS Anthony (DD-515)             | Bath                  | 26. Februar 1943   |                               | 17. April 1946     | 1958 als Zerstörer 1 an Deutschland, 1976 ausgemustert, 1979 im Mittelmeer versenkt                  |
| Wadsworth (DD-516)               | Bath                  | 16. März 1943      |                               | 18. April 1946     | 1959 als Zerstörer 3 an Deutschland, 1980 als Nearchos an Griechenland, 1991 verschrottet            |
| USS Walker (DD-517)              | Bath                  | 3. April 1943      | U-Jagdumbau 1948/49           | 2. Juli 1969       | 1969 an Italien als Fante, 1977 verschrottet                                                         |
| Brownson (DD-518)                | Bethlehem, St. I.     | 3. Februar 1943    |                               |                    | am 26. Dezember 1943 vor Cape Gloucester von japan. Sturzkampfbombern getroffen und gesunken         |
| Daly (DD-519)                    | Bethlehem, St. I.     | 10. März 1943      |                               | 1. Dezember 1974   | im April 1976 verschrottet                                                                           |
| USS Isherwood (DD-520)           | Bethlehem, St. I.     | 12. April 1943     |                               | 11. September 1961 | 1961 an Peru verpachtet als Almirante Guise (DD-72), 1981 verschrottet                               |
| Kimberly (DD-521)                | Bethlehem, St. I.     | 22. Mai 1943       |                               | 16. Januar 1954    | 1967 als An Yang an Taiwan, 1999 verschrottet                                                        |
| Luce (DD-522)                    | Bethlehem, St. I.     | 21. Juni 1943      |                               |                    | am 4. Mai 1945 vor Okinawa durch Kamikazeflieger versenkt                                            |
| Abner Read (DD-526)              | Bethlehem, Frisco     | 5. Februar 1943    |                               |                    | am 1. November 1944 im Golf von Leyte von Kamikazeflieger versenkt                                   |
| USS Ammen (DD-527)               | Bethlehem, Frisco     | 12. März 1943      |                               | 15. September 1960 | bei Kollision mit USS Collett (DD-730) am 19. Juli 1960 schwer beschädigt, 1961 verschrottet         |
| USS Mullany (DD-528)             | Bethlehem, Frisco     | 23. April 1943     |                               | 6. Oktober 1971    | 1971 als Chain Yang an Taiwan, 2001 versenkt                                                         |
| Bush (DD-529)                    | Bethlehem, Frisco     | 27. Oktober 1943   |                               |                    | am 6. April 1945 vor Okinawa durch Kamikazeflieger schwer beschädigt und gesunken                    |
| USS Trathen (DD-530)             | Bethlehem, Frisco     | 28. Mai 1943       |                               | 11. Mai 1965       | nach Zielübungen im November 1973 verschrottet                                                       |
| USS Hazelwood (DD-530)           | Bethlehem, Frisco     | 18. Juni 1943      |                               | 19. März 1965      | im April 1976 verschrottet                                                                           |
| USS Heermann (DD-532)            | Bethlehem, Frisco     | 6. Juli 1943       |                               | 20. Dezember 1957  | 1961 als ARA Almirante Brown (D-20) nach Argentinien, 1982 verschrottet                              |
| USS Hoel (DD-533)                | Bethlehem, Frisco     | 29. Juli 1943      |                               |                    | am 25. Oktober 1944 in der Schlacht vor Samar gesunken                                               |
| USS McCord (DD-534)              | Bethlehem, Frisco     | 19. August 1943    |                               | 9. Juni 1954       | im Januar 1974 verschrottet                                                                          |
| USS Miller (DD-535)              | Bethlehem, Frisco     | 31. August 1943    |                               | 30. Juni 1954      | im Juli 1975 verschrottet                                                                            |
| USS Owen (DD-536)                | Bethlehem, Frisco     | 20. September 1943 |                               | 27. Ami 1958       | im November 1973 verschrottet                                                                        |
| The Sullivans (DD-537)           | Bethlehem, Frisco     | 30. September 1943 |                               | 7. Januar 1965     | Museumsschiff im Buffalo and Erie County Naval & Military Park                                       |
| USS Stephen Potter (DD-538)      | Bethlehem, Frisco     | 21. Oktober 1943   |                               | 21. April 1958     | im November 1973 verschrottet                                                                        |
| USS Tingey (DD-539)              | Bethlehem, Frisco     | 25. November 1943  |                               | 30. November 1963  | im Mai 1966 vor San Francisco versenkt                                                               |
| USS Twining (DD-540)             | Bethlehem, Frisco     | 1. Dezember 1943   |                               | 1. Juli 1971       | 1971 als Kwai Yang nach Taiwan, 1999 verschrottet                                                    |
| USS Yarnall (DD-541)             | Bethlehem, Frisco     | 30. Dezember 1943  |                               | 30. September 1958 | 1968 als Kun Yang an Taiwan, 1999 verschrottet                                                       |
| USS Boyd (DD-544)                | Bethlehem, S. Ped.    | 8. Mai 1943        |                               | 1. Oktober 1969    | 1969 als Iskenderun an die Türkei, 1981 verschrottet                                                 |
| USS Bradford (DD-545)            | Bethlehem, S. Ped.    | 12. Juni 1943      |                               | 28. September 1961 | 1962 als Thylla an Griechenland, 1981 verschrottet                                                   |
| USS Brown (DD-546)               | Bethlehem, S. Ped.    | 10. Juli 1943      |                               | 9. Februar 1962    | 1962 als Navarinon an Griechenland, 1981 verschrottet                                                |
| USS Cowell (DD-547)              | Bethlehem, S. Ped.    | 23. August 1943    |                               | 17. August 1971    | 1971 als Almirante Storni an Argentinien, 1985 verschrottet                                          |
| USS Capps (DD-550)               | Gulf SB               | 23. Juni 1943      |                               | 15. Januar 1947    | 1957 als Almirante Valdez an Spanien, 1985 verschrottet                                              |
| USS David W. Taylor (DD-551)     | Gulf SB               | 18. September 1943 |                               | 17. August 1946    | 1957 als Almirante Ferrandiz an Spanien, 1987 verschrottet                                           |
| USS Evans (DD-552)               | Gulf SB               | 11. Dezember 1943  |                               |                    | am 11. Mai 1945 vor Okinawa von Kamikazeflieger schwer beschädigt, 1947 verschrottet                 |
| USS John D. Henley (DD-553)      | Gulf SB               | 2. Februar 1944    |                               | 30. April 1946     | im Mai 1970 verschrottet                                                                             |
| USS Franks (DD-554)              | Seattle-Tacoma        | 30. Juli 1943      |                               | 31. Mai 1946       | 1961 als Parana an Brasilien, 1982 verschrottet                                                      |
| USS Haggard (DD-555)             | Seattle-Tacoma        | 31. August 1943    |                               |                    | am 19. April 1945 vor Okinawa durch Kamikazeflieger schwer beschädigt, später verschrottet           |
| USS Hailey (DD-556)              | Seattle-Tacoma        | 30. September 1943 |                               | 3. November 1960   | 1961 als Pernambuco an Brasilien, 1982 verschrottet                                                  |
| USS Johnston (DD-557)            | Seattle-Tacoma        | 27. Oktober 1943   |                               |                    | am 25. Oktober 1944 vor Samar gesunken                                                               |
| USS Laws (DD-558)                | Seattle-Tacoma        | 18. November 1943  |                               | 30. März 1964      | im Dezember 1973 verschrottet                                                                        |
| USS Longshaw (DD-559)            | Seattle-Tacoma        | 4. Dezember 1943   |                               |                    | am 18. Mai 1945 vor Okinawa durch japan. Küstenartillerie versenkt                                   |
| USS Morrison (DD-560)            | Seattle-Tacoma        | 18. Dezember 1943  |                               |                    | am 4. Mai 1945 vor Okinawa von Kamikazeflieger versenkt                                              |
| USS Prichett (DD-561)            | Seattle-Tacoma        | 15. Januar 1944    |                               | 10. Januar 1970    | 1970 als Geniere an Italien, 1975 verschrottet                                                       |
| USS Robinson (DD-562)            | Seattle-Tacoma        | 31. Januar 1944    |                               | 1. April 1964      | am 13. April 1982 vor Puerto Rico versenkt                                                           |
| USS Ross (DD-563)                | Seattle-Tacoma        | 21. Februar 1944   |                               | 6. November 1959   | am 26. Januar 1978 vor Puerto Rico versenkt                                                          |
| USS Rowe (DD-564)                | Seattle-Tacoma        | 13. März 1944      |                               | 6. November 1959   | am 23. Februar 1978 vor Puerto Rico versenkt                                                         |
| USS Smalley (DD-565)             | Seattle-Tacoma        |                    |                               | 30. September 1957 | im Januar 1966 verschrottet                                                                          |
| USS Stoddard (DD-566)            | Seattle-Tacoma        | 15. April 1944     |                               | 26. September 1969 | 1997 nordwestlich von Hawaii versenkt                                                                |
| USS Watts (DD-567)               | Seattle-Tacoma        | 29. April 1944     |                               | 26. September 1969 | im September 1974 verschrottet                                                                       |
| USS Wren (DD-568)                | Seattle-Tacoma        | 20. Mai 1944       |                               | Oktober 1963       | 1975 verschrottet                                                                                    |
| USS Aulick (DD-569)              | Consolidated Orange   | 27. Oktober 1942   |                               | 18. April 1946     | 1959 als Sfendoni an Griechenland, 1997 verschrottet                                                 |
| Charles Ausburne (DD-570)        | Consolidated Orange   | 24. November 1942  |                               | 18. April 1946     | 1960 als Zerstörer 6 an Deutschland, 1968 verschrottet                                               |
| Claxton (DD-571)                 | Consolidated Orange   | 8. Dezember 1942   |                               | 18. April 1946     | 1960 als Zerstörer 4 an Deutschland, 1981 in Griechenland ausgeschlachtet                            |
| Dyson (DD-572)                   | Consolidated Orange   | 30. Dezember 1942  |                               | 31. März 1947      | 1960 als Zerstörer 5 an Deutschland, 1982 in Griechenland ausgeschlachtet                            |
| USS Harrison (DD-573)            | Consolidated Orange   | 25. Januar 1943    |                               | 1. April 1946      | 1968 als Cuauhtemoc an Mexiko, 1982 verschrottet                                                     |
| USS John Rodgers (DD-574)        | Consolidated Orange   | 9. Februar 1943    |                               | 25. Mai 1946       | 1968 als Cuitlahuac an Mexiko, 2002 als letztes Schiff der Klasse ausgemustert, Museumsschiff        |
| USS McKee (DD-575)               | Consolidated Orange   | 31. März 1943      |                               | 25. Februar 1946   | im Januar 1974 verschrottet                                                                          |
| USS Murray (DD-576)              | Consolidated Orange   | 20. April 1943     |                               | Mai 1966           | im August 1966 verschrottet                                                                          |
| USS Sproston (DD-577)            | Consolidated Orange   | 19. Mai 1943       |                               | 30. September 1968 | im Dezember 1971 verschrottet                                                                        |
| USS Wickes (DD-578)              | Consolidated Orange   | 16. Juni 1943      |                               | 20. Mai 1946       | am 8. April 1974 als Zielschiff versenkt                                                             |
| William D. Porter (DD-579)       | Consolidated Orange   | 6. Juli 1943       |                               |                    | am 10. Juni 1945 vor Okinawa nach Kamikaze-Nahtreffer gesunken                                       |
| USS Young (DD-580)               | Consolidated Orange   | 31. Juli 1943      |                               | 31. März 1946      | am 6. März 1970 vor Virginia versenkt                                                                |
| USS Charrette (DD-581)           | Boston Navy Yard      | 18. Mai 1943       |                               | 15. Januar 1947    | 1959 als Velos an Griechenland, seit 1998 Museumsschiff                                              |
| USS Conner (DD-582)              | Boston Navy Yard      | 8. Juni 1943       |                               | 5. Juli 1946       | 1959 als Aspis an Griechenland, 1998 verschrottet                                                    |
| USS Hall (DD-583)                | Boston Navy Yard      | 7. Juli 1943       |                               | 10. Dezember 1946  | 1959 als Lonchi an Griechenland, 1998 verschrottet                                                   |
| USS Halligan (DD-584)            | Boston Navy Yard      | 19. August 1943    |                               |                    | am 26. März 1945 vor Okinawa auf Mine gelaufen und gesunken                                          |
| USS Haraden (DD-585)             | Boston Navy Yard      | 16. September 1943 |                               | 2. Juli 1946       | im November 1973 versenkt                                                                            |
| USS Newcomb (DD-586)             | Boston Navy Yard      | 10. November 1943  |                               | 20. November 1945  | am 6. April 1945 vor Okinawa durch fünf Kamikazeflieger schwer beschädigt, 1947 verschrottet         |
| USS Bell (DD-587)                | Charleston Navy Yard  | 4. März 1943       |                               | 14. Juli 1946      | im Mai 1975 versenkt                                                                                 |
| USS Burns (DD-588)               | Charleston Navy Yard  | 3. April 1943      |                               | 25. Juni 1946      | am 20. Juni 1974 versenkt                                                                            |
| USS Izard (DD-589)               | Charleston Navy Yard  | 15. Mai 1943       |                               | 31. Mai 1946       | im April 1970 verschrottet                                                                           |
| USS Paul Hamilton (DD-590)       | Charleston Navy Yard  | 25. Oktober 1943   |                               | 24. September 1945 | im April 1970 verschrottet                                                                           |
| USS Twiggs (DD-591)              | 25. Oktober 1943      | 4. November 1943   |                               |                    | am 16. Juni 1945 vor Okinawa durch Bombentreffer versenkt                                            |
| USS Howorth (DD-592)             | Puget Sound Navy Yard | 3. April 1944      |                               | 30. November 1946  | am 8. März 1962 vor San Diego versenkt                                                               |
| USS Killen (DD-593)              | Puget Sound Navy Yard | 4. Mai 1944        |                               | 9. Juli 1946       | im April 1975 verschrottet                                                                           |
| USS Hart (DD-594)                | Puget Sound Navy Yard | 4. November 1944   |                               | 31. Mai 1946       | im Dezember 1973 verschrottet                                                                        |
| USS Metcalf (DD-595)             | Puget Sound Navy Yard | 18. November 1944  |                               | März 1946          | im Juni 1972 verschrottet                                                                            |
| Shields (DD-596)                 | Puget Sound Navy Yard | 8. Februar 1945    |                               | 14. Juni 1946      | 1972 als Maranhao an Brasilien, 1990 verschrottet                                                    |
| Wiley (DD-597)                   | Puget Sound Navy Yard | 22. Februar 1945   |                               | 9. August 1946     | im April 1970 verschrottet                                                                           |
| USS Abbot (DD-629)               | Bath Iron Works       | 23. April 1943     |                               | 26. März 1965      | im Juli 1975 verschrottet                                                                            |
| USS Braine (DD-630)              | Bath Iron Works       | 11. Mai 1943       |                               | 17. August 1971    | 1971 als Admirante Domecq Garcia an Argentinien, am 19. November 1986 versenkt                       |
| USS Erben (DD-631)               | Bath Iron Works       | 28. Mai 1943       |                               | 27. Juni 1958      | 1963 als Chung Mu an Südkorea, Trainingsobjekt                                                       |
| USS Hale (DD-642)                | Bath Iron Works       | 15. Juni 1946      |                               | 30. Juli 1960      | 1961 als Antioquia an Kolumbien, 1973 verschrottet                                                   |
| USS Sigourney (DD-643)           | Bath Iron Works       | 29. Juni 1943      |                               | 1. Mai 1960        | im Juli 1975 verschrottet                                                                            |
| USS Stembel (DD-644)             | Bath Iron Works       | 16. Juli 1943      |                               | 27. Mai 1958       | 1961 als Rosales an Argentinien, 1982 verschrottet                                                   |
| Albert W. Grant (DD-649)         | Charleston Navy Yard  | 24. November 1943  |                               | 16. Juli 1946      | im Mai 1972 verschrottet                                                                             |
| USS Caperton (DD-650)            | Bath Iron Works       | 30. Juli 1943      |                               | 27. April 1960     | 1974 verschrottet                                                                                    |
| USS Cogswell (DD-651)            | Bath Iron Works       | 17. August 1943    |                               | 1. Oktober 1969    | 1969 als Izmit an die Türkei, 1980 verschrottet                                                      |
| USS Ingersoll (DD-652)           | Bath Iron Works       | 31. August 1943    |                               | Januar 1970        | am 19. Mai 1974 versenkt                                                                             |
| USS Knapp (DD-653)               | Bath Iron Works       | 16. September 1943 |                               | 4. März 1957       | im August 1973 verschrottet                                                                          |
| USS Bearss (DD-654)              | Gulf SB               | 12. April 1944     |                               | 31. Januar 1947    | im April 1976 verschrottet                                                                           |
| USS John Hood (DD-655)           | Gulf SB               | 7. Juni 1944       |                               | 3. Juli 1946       | im April 1976 verschrottet                                                                           |
| USS Van Valkenburgh (DD-656)     | Gulf SB               | 2. August 1944     |                               | 21. Oktober 1953   | 1967 als Izmir an die Türkei, 1987 verschrottet                                                      |
| USS Charles J. Badger (DD-657)   | Bethlehem, St. I.     | 23. Juli 1943      |                               | 20. Dezember 1957  | 1974 als Ersatzteilspender an Chile verkauft                                                         |
| USS Colahan (DD-658)             | Bethlehem, St. I.     | 23. August 1943    |                               | 1. August 1966     | am 18. Dezember 1966 vor Kalifornien versenkt                                                        |
| USS Dashiell (DD-659)            | Federal Kearny        | 20. März 1943      |                               | 29. April 1960     | im September 1975 verschrottet                                                                       |
| USS Bullard (DD-660)             | Federal Kearny        | 9. April 1943      |                               | 20. Dezember 1946  | im Dezember 1973 verschrottet                                                                        |
| USS Kidd (DD-661)                | Federal Kearny        | 23. April 1943     |                               | 20. Juni 1946      | Museumsschiff in Baton Rouge, Louisiana                                                              |
| USS Bennion (DD-662)             | Boston Navy Yard      | 14. Dezember 1943  |                               | 20. Juni 1946      | im Mai 1973 verschrottet                                                                             |
| USS Heywood L. Edwards (DD-663)  | Boston Navy Yard      | 26. Januar 1944    |                               | 1. Juli 1946       | 1959 als Ariake an Japan, 1976 verschrottet                                                          |
| USS Richard P. Leary (DD-664)    | Boston Navy Yard      | 23. Februar 1944   |                               | 10. Dezember 1946  | 1959 als Yugure an Japan, 1974 verschrottet                                                          |
| USS Bryant (DD-665)              | Charleston Navy Yard  | 4. Dezember 1943   |                               | 15. Januar 1946    | am 24. August 1969 vor Kalifornien versenkt                                                          |
| USS Black (DD-666)               | Federal Kearny        | 21. Mai 1943       |                               | September 1969     | im Februar 1971 verschrottet                                                                         |
| USS Chauncey (DD-667)            | Federal Kearny        | 31. Mai 1943       |                               | 14. Mai 1954       | im Januar 1974 verschrottet                                                                          |
| USS Clarence K. Bronson (DD-668) | Federal Kearny        | 11. Juni 1943      |                               | 29. Juni 1960      | 1967 als Istanbul an die Türkei, 1987 verschrottet                                                   |
| USS Cotten (DD-669)              | Federal Kearny        | 24. Juli 1943      |                               | 2. Mai 1960        | im Juli 1975 verschrottet                                                                            |
| USS Dortch (DD-670)              | Federal Kearny        | 7. August 1943     |                               | 13. Dezember 1957  | 1961 als Espora an Argentinien, 1977 verschrottet                                                    |
| Gatling (DD-671)                 | Federal Kearny        | 19. August 1943    |                               | 2. Mai 1960        | im Februar 1977 verschrottet                                                                         |
| USS Healy (DD-672)               | Federal Kearny        | 3. September 1943  |                               | 11. März 1958      | im April 1976 verschrottet                                                                           |
| USS Hickox (DD-673)              | Federal Kearny        | 10. September 1943 |                               | 20. Dezember 1957  | 1968 als Pusan an Südkorea, 1989 verschrottet                                                        |
| USS Hunt (DD-674)                | Federal Kearny        | 22. September 1943 |                               | 30. Dezember 1963  | im August 1975                                                                                       |
| USS Lewis Hancock (DD-675)       | Federal Kearny        | 29. September 1943 |                               | 18. Dezember 1957  | 1967 als Piaui an Brasilien, 1989 verschrottet                                                       |
| USS Marshall (DD-676)            | Federal Kearny        | 16. Oktober 1943   |                               | 19. Juli 1969      | im Juli 1970 verschrottet                                                                            |
| USS McDermut (DD-677)            | Federal Kearny        | 19. November 1943  |                               | 16. Dezember 1963  | im Januar 1966 verschrottet                                                                          |
| USS McGowan (DD-678)             | Federal Kearny        | 20. Dezember 1943  |                               | 30. November 1960  | 1960 als Jorge Juan an Spanien, 1988 verschrottet                                                    |
| USS McNair (DD-679)              | Federal Kearny        | 30. Dezember 1943  |                               | 30. Dezember 1963  | im Juni 1976 verschrottet                                                                            |
| USS Melvin (DD-680)              | Federal Kearny        | 24. November 1943  |                               | 13. Januar 1954    | im August 1975                                                                                       |
| USS Hopewell (DD-681)            | Bethlehem, S. Ped.    | 30. September 1943 |                               | 2. Januar 1970     | am 11. Februar 1972 versenkt                                                                         |
| USS Porterfield (DD-682)         | Bethlehem, S. Ped.    | 30. Oktober 1943   |                               | 7. November 1969   | am 18. Juli 1982 versenkt                                                                            |
| USS Stockham (DD-683)            | Bethlehem, Frisco     | 11. Februar 1944   |                               | 2. September 1957  | am 11. Februar 1977 versenkt                                                                         |
| USS Wedderburn (DD-684)          | Bethlehem, Frisco     | 9. März 1943       |                               | 1. Oktober 1969    | im Januar 1972 verschrottet                                                                          |
| USS Picking (DD-685)             | Bethlehem, St. I.     | 21. September 1943 |                               | 6. September 1969  | am 27. Februar 1997 versenkt                                                                         |
| USS Halsey Powell (DD-686)       | Bethlehem, St. I.     | 25. Oktober 1943   |                               | 10. Dezember 1946  | 1968 als Seoul an Südkorea, 1982 verschrottet                                                        |
| USS Uhlmann (DD-687)             | Bethlehem, St. I.     | 22. November 1943  |                               | 15. Juli 1972      | im März 1974 verschrottet                                                                            |
| USS Remey (DD-688)               | Bath Iron Works       | 30. September 1943 |                               | 30. Dezember 1963  | im Juni 1976 verschrottet                                                                            |
| USS Wadleigh (DD-689)            | Bath Iron Works       | 19. Oktober 1943   |                               | 28. Juni 1968      | 1972 als Blanco Encalada an Chile, 1983 verschrottet                                                 |
| Norman Scott (DD-690)            | Bath Iron Works       | 5. November 1943   |                               | 30. April 1946     | im Dezember 1973 verschrottet                                                                        |
| USS Mertz (DD-691)               | Bath Iron Works       | 19. November 1943  |                               | 23. April 1946     | im Dezember 1971 verschrottet                                                                        |
| Callaghan (DD-792)               | Bethlehem, S. Ped.    | 27. Januar 1943    |                               |                    | am 28. Juli 1945 vor Okinawa durch Kamikaze versenkt                                                 |
| Cassin Young (DD-793)            | Bethlehem, S. Ped.    | 31. Dezember 1943  |                               | 29. April 1960     | Museumsschiff in Boston                                                                              |
| USS Irwin (DD-794)               | Bethlehem, S. Ped.    | 14. Februar 1944   |                               | 10. Januar 1953    | 1968 als Santa Catarina an Brasilien, 1978 verschrottet                                              |
| Preston (DD-795)                 | Bethlehem, S. Ped.    | 20. März 1944      |                               | 15. November 1969  | 1969 als Icel an die Türkei, 1981 verschrottet                                                       |
| USS Benham (DD-796)              | Bethlehem, St. I.     | 20. Dezember 1943  |                               | 15. Dezember 1960  | 1960 als Villar an Peru, 1980 verschrottet                                                           |
| USS Cushing (DD-797)             | Bethlehem, St. I.     | 17. Januar 1944    |                               | 6. November 1960   | 1961 als Parana an Brasilien, 1982 verschrottet                                                      |
| USS Monssen (DD-798)             | Bethlehem, St. I.     | 14. Februar 1944   |                               | September 1957     | im Oktober 1963 verschrottet                                                                         |
| Jarvis (DD-799)                  | Seattle Tacoma        | 3. Juni 1944       |                               | 24. Oktober 1960   | 1960 als Alcala Galiano an Spanien, 1982 verschrottet                                                |
| Porter (DD-800)                  | Seattle Tacoma        | 24. Juni 1944      |                               | 10. August 1953    | im März 1974 verschrottet                                                                            |
| Colhoun (DD-801)                 | Seattle Tacoma        | 8. Juli 1944       |                               |                    | am 6. April 1945 vor Okinawa durch Kamikaze schwer beschädigt, von amerikanischem Zerstörer versenkt |
| Gregory (DD-802)                 | Seattle Tacoma        | 29. Juli 1944      |                               | 1. Februar 1964    | im März 1971 versenkt                                                                                |
| USS Little (DD-803)              | Seattle Tacoma        | 19. August 1944    |                               |                    | am 3. Mai 1945 vor Okinawa durch Kamikaze versenkt                                                   |
| Rooks (DD-804)                   | Seattle Tacoma        | 2. September 1944  |                               | 26. Juli 1962      | 1962 als Cochrane an Chile, 1983 verschrottet                                                        |